# Moustier (Stoumont)
Pour les articles homonymes, voir Moustier.
Moustier est un hameau du village de La Gleize dans la province de Liège, en Belgique. Administrativement il fait partie de la commune de Stoumont en Région wallonne de Belgique. Avant la fusion des communes, le hameau faisait partie de la commune de La Gleize.

## Toponymie
De l'ancien français moustier qui a donné mostî en wallon de Liège.

## Situation
Situé en rive gauche et sur le versant sud du Roannay,un affluent de l'Amblève, Moustier se situe entre les hameaux de Moulin du Ruy (en amont) et de Roanne (en aval). La petite agglomération s'étend le long de la route touristique qui va de Coo à Francorchamps.

## Patrimoine
- Le large cimetière de la vallée du Roannay se trouve à Moustier. De part et d'autre de la porte d'entrée de ce cimetière, se dressent deux tilleuls tricentenaires qui, en outre, portent les stigmates de la bataille des Ardennes[2].